# Marin Vasile
Marin Vasile (* 2. April 1924 in Bukarest) ist ein ehemaliger rumänischer Politiker der Rumänischen Kommunistischen Partei PMR (Partidul Muncitoresc Român) und ab 1965 PCR (Partidul Comunist Român), der unter anderem zwischen 1979 und 1984 Sekretär des Zentralkomitees (ZK) der PCR war.

## Leben
Vasile verließ als Zwölfjähriger die Schule und arbeitete danach zwischen 1936 und 1938 als Verkäufer in einer Buchhandlung in Bukarest sowie 1938 als Arbeiter in der Bukarester Brotfabrik Otto Gagel. 1945 trat er der damaligen Kommunistischen Partei PCR (Partidul Comunist din România) als Mitglied bei. 1946 wurde er Instrukteur der Abteilung für Propaganda und Agitation im Parteikomitees des Bukarester Sektor 3 sowie anschließend 1947 Instrukteur der Jugendabteilung des Stadtparteikomitees von Bukarest. Daraufhin war er von 1949 bis 1950 Vize-Sekretär des Komitees der Union der Arbeiterjugend UTM (Uniunea Tineretului Muncitor) in Bukarest und anschließend zwischen 1950 und 1953 Erster Sekretär des UTM-Regionalkomitees der Region Ploiești.
Nach einem Studium an der Zentralen Schule der Komsomol in Moskau zwischen 1953 und 1954 fungierte Vasile 1954 als Erster Sekretär des UTM-Regionalkomitees der Region Bukarest und wurde zugleich Mitglied des ZK der UTM. Nachdem er zwischen 1956 und 1959 ein Studium an der Parteihochschule „Ștefan Gheorghiu“ absolviert hatte, war er von 1959 bis 1965 Sekretär für Landwirtschaft im Regionalkomitee der PMR in der Region Bukarest sowie zugleich zwischen 1962 und 1965 Vizepräsident des Exekutivkomitees des Regionalen Volksrates von Bukarest.
1961 wurde Vasile erstmals Mitglied der Großen Nationalversammlung (Marea Adunare Națională) und vertrat in dieser bis 1965 zunächst den Wahlkreis Hotarele, zwischen 1965 und 1969 den Wahlkreis Olteni, von 1969 und 1975 den Wahlkreis Slobozia Nr. 1, zwischen 1975 und 1980 den Wahlkreis Fetești Nr. 3, zwischen 1980 und 1985 den Wahlkreis Zimnicea Nr. 9 sowie zuletzt von 1985 bis 1989 den Wahlkreis Piatra Olt Nr. 8. Während seiner Parlamentszugehörigkeit war er seit dem 12. März 1969 auch Vizevorsitzender des Ausschusses für Land- und Forstwirtschaft.
Nach einem Studium an der Wirtschaftswissenschaftlichen Fakultät der Akademie für Wirtschaftsstudien wurde er 1968 Erster Sekretär des Parteikomitees im Kreis Ialomița sowie zugleich des Volksrates im Kreis Ialomița. Auf dem Zehnten Parteitag der PCR vom 6. bis 12. August 1969 wurde Vasile Mitglied des ZK der PCR und gehörte diesem bis zum 24. November 1989 an. 1978 wurde er Präsident des Generalrates der Nationalen Union der landwirtschaftlichen Produktionsgenossenschaften UNCAP (Uniunea Națională a Cooperativelor Agricole de Producție).
Vasile wurde auf dem Zwölften Parteitag der PCR vom 19. bis 23. November 1979 Sekretär des ZK der PCR und übte diese Funktion bis zum 24. November 1984 aus.

### Ehrungen und Auszeichnungen
Für seine langjährigen Verdienste wurde Vasile mehrfach ausgezeichnet und erhielt unter anderem 1954 den Orden der Arbeit Dritter Klasse (Ordinul Muncii), 1959 den Stern der Volksrepublik Rumänien Zweiter Klasse (Ordinul Steaua Republicii Populare Române), 1961 den Orden der Arbeit Zweiter Klasse, 1966 den Orden Tudor Vladimirescu (Ordinul Tudor Vladimirescu), 1969 den Stern der Sozialistischen Republik Rumänien Dritter Klasse (Ordinul Steaua Republicii Socialiste România) sowie 1971 den Orden der Arbeit Erster Klasse.